# أبيجيل مارش
أبيجيل مارش (بالإنجليزية: Abigail Marsh)‏ (مواليد 1976) هي طبيبة نفسية وعالمة أعصاب تعمل أستاذة في قسم علم النفس في جامعة جورجتاون وبرنامج علم الأعصاب متعدد التخصصات، حيث تعمل مديرة مختبر علم الأعصاب الاجتماعي والعاطفي.

## النشأة والتعليم
ولدت مارش في عام 1976 وهي من تاكوما، واشنطن.
تخرجت مارش من كلية دارتموث في عام 1999 بدرجة بكالوريوس آداب في علم النفس. حصلت مارش على درجة الدكتوراه في علم النفس الاجتماعي من جامعة هارفارد عام 2004، حيث حصلت سابقًا على درجة الماجستير في نفس التخصص عام 2001.